# Ухтанка
Ухтанка — река в России, протекает в Даниловском и Некрасовском районах Ярославской области. Впадает в реку Саводранка в 7 км по правому берегу от её устья. Длина Ухтанки — 27 км. Крупнейший приток — Озерица (правый). Сельские населённые пункты у реки: Телицыно, Кондрево, Вятское, Гридино, Воронино, Валино, Цицерма.
В северо-западной части села Вятского река перегорожена дамбой со шлюзом, через дамбу проложена автомобильная дорога, связывающая с. Вятское и д. Кондрево. Образовавшееся в результате перегораживания реки водохранилище имеет микротопоним «БАМ», так как оно было создано в период строительства Байкало-Амурской магистрали и являлось такой же важной «стройкой века» в масштабах села.

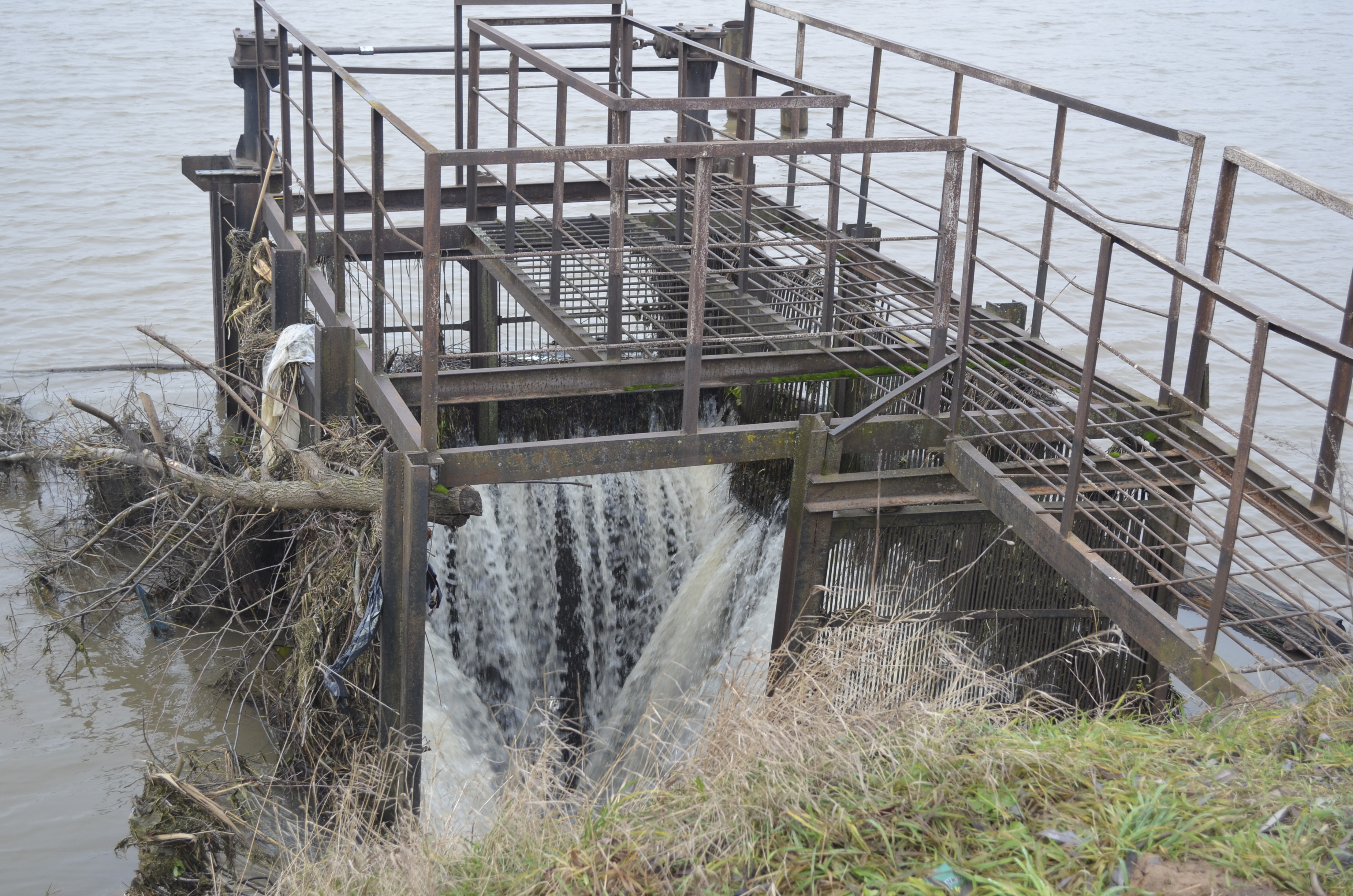
Шлюз на реке Ухтанке в селе Вятском до реконструкции 2016 г.

## Данные водного реестра
Государственный водный реестр России рассматривает как одну реки Ухтанка (27 км), участок Саводранки (7 км, между Ухтанкой и Вопшей) и Вопшу (10 км): длина этой реки составляет 44 км.